# Caçarelhos
Caçarelhos é uma povoação portuguesa do município de Vimioso que foi sede da extinta freguesia homónima,  que tinha 30,98 km² de área e 219 habitantes (2011). e, por isso, uma densidade populacional de 7,1 hab./km².
A freguesia de Caçarelhos foi extinta pela reorganização administrativa de 2013, tendo o seu território sido integrado na então criada freguesia de Caçarelhos e Angueira.
Até meados do século XIX, Caçarelhos pertencia ao concelho (atual município) de Miranda do Douro.

## Caracterização
Aldeia que vive da agricultura e pecuária, exploração de granitos e pequeno comércio, com monumentos únicos que é o caso do seu Cruzeiro em granito, situado a meio da povoação, bem como as suas casas tipicamente transmontanas construídas essencialmente em granito e xisto. Nesta bela aldeia, alem de uma casa de Turismo Rural, encontra-se também um parque de merendas, um Polidesportivo recentemente inaugurado, ambos situados logo à entrada da povoação, existindo também um supermercado e 2 cafés.
Até recentemente, em Caçarelhos falava-se o mirandês, hoje considerado praticamente extinto na aldeia.
Desde o início do século XX, Caçarelhos sofreu uma grande depressão populacional devido à emigração, principalmente para o Brasil (especialmente São Paulo), Espanha (Sevilha) e França.

## População
| População da freguesia de Caçarelhos | População da freguesia de Caçarelhos | População da freguesia de Caçarelhos | População da freguesia de Caçarelhos | População da freguesia de Caçarelhos | População da freguesia de Caçarelhos | População da freguesia de Caçarelhos | População da freguesia de Caçarelhos | População da freguesia de Caçarelhos | População da freguesia de Caçarelhos | População da freguesia de Caçarelhos | População da freguesia de Caçarelhos | População da freguesia de Caçarelhos | População da freguesia de Caçarelhos | População da freguesia de Caçarelhos |
| ------------------------------------ | ------------------------------------ | ------------------------------------ | ------------------------------------ | ------------------------------------ | ------------------------------------ | ------------------------------------ | ------------------------------------ | ------------------------------------ | ------------------------------------ | ------------------------------------ | ------------------------------------ | ------------------------------------ | ------------------------------------ | ------------------------------------ |
| 1864                                 | 1878                                 | 1890                                 | 1900                                 | 1911                                 | 1920                                 | 1930                                 | 1940                                 | 1950                                 | 1960                                 | 1970                                 | 1981                                 | 1991                                 | 2001                                 | 2011                                 |
| 584                                  | 662                                  | 656                                  | 738                                  | 738                                  | 679                                  | 683                                  | 730                                  | 826                                  | 716                                  | 511                                  | 432                                  | 353                                  | 271                                  | 219                                  |

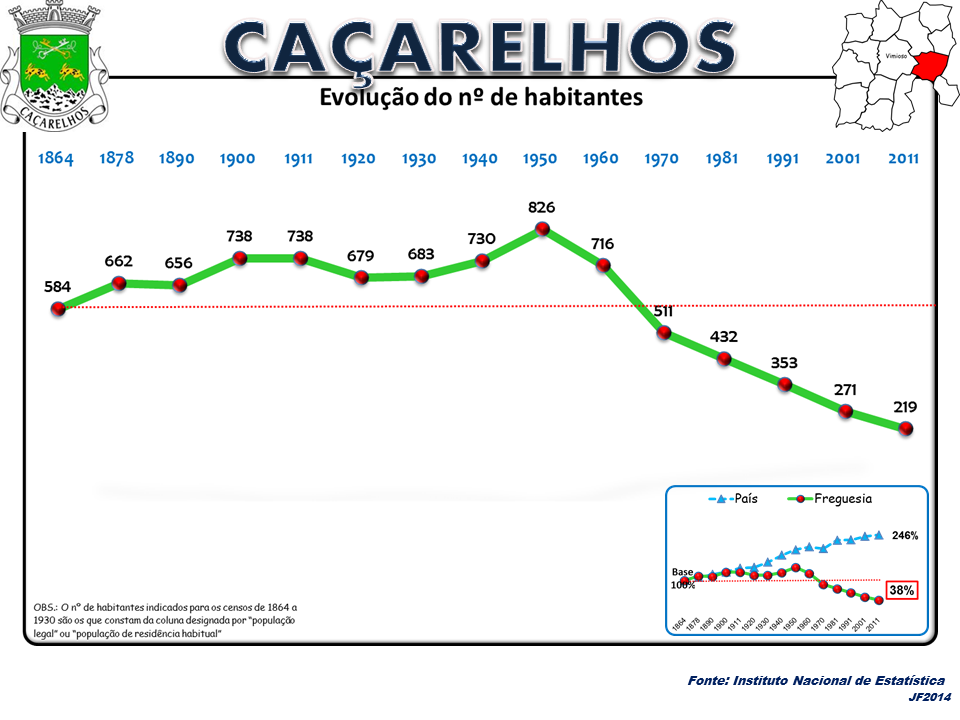
Evolução da População 1864 / 2011
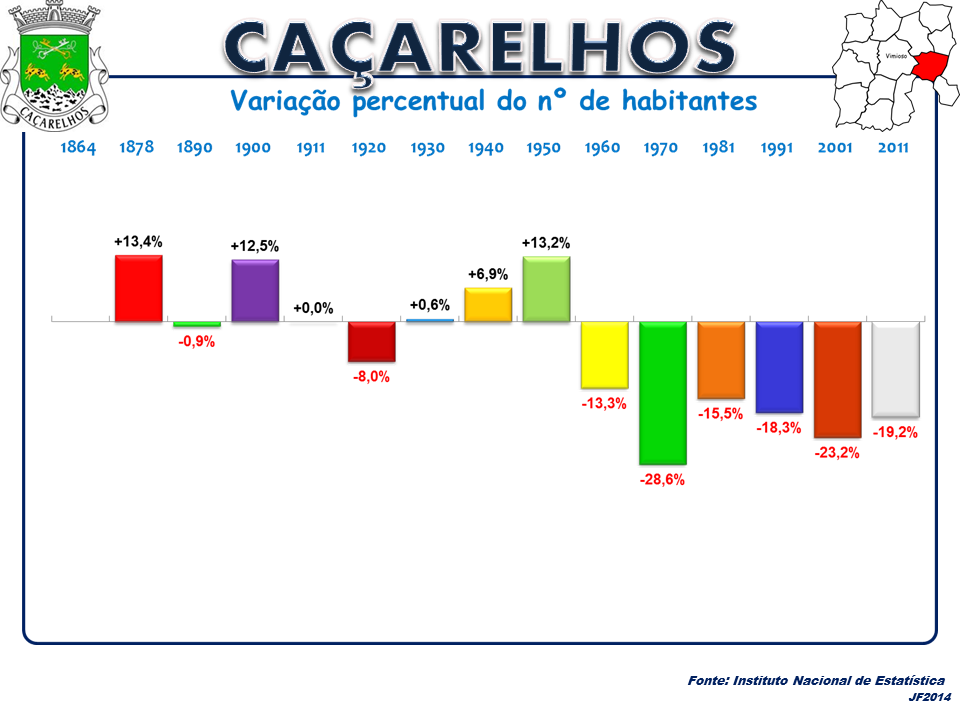
Variação da População 1864 / 2011
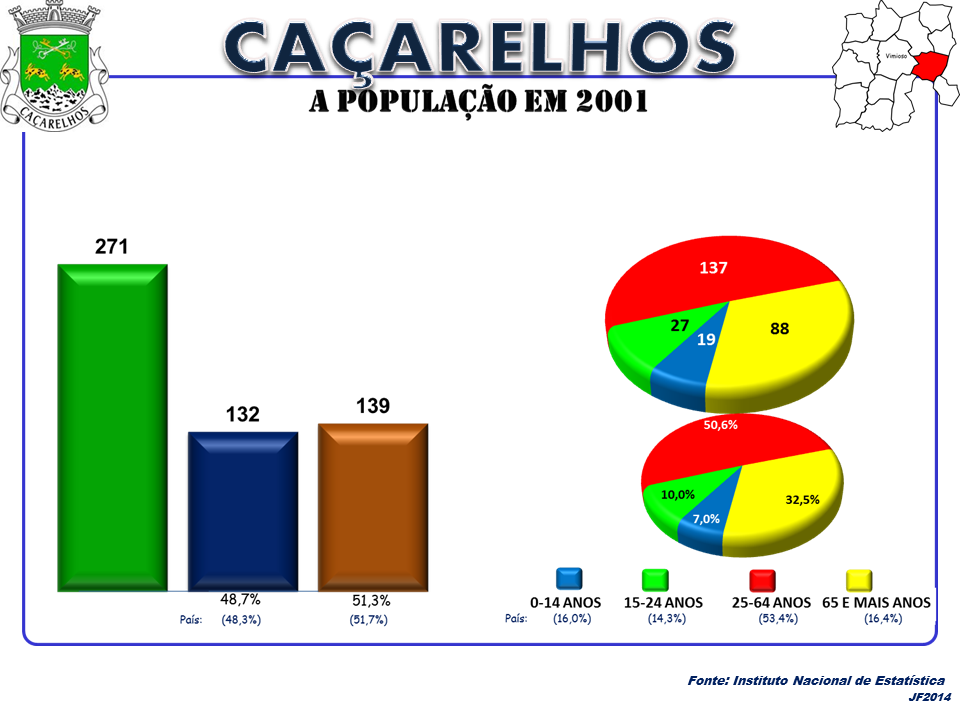
A População em 2001
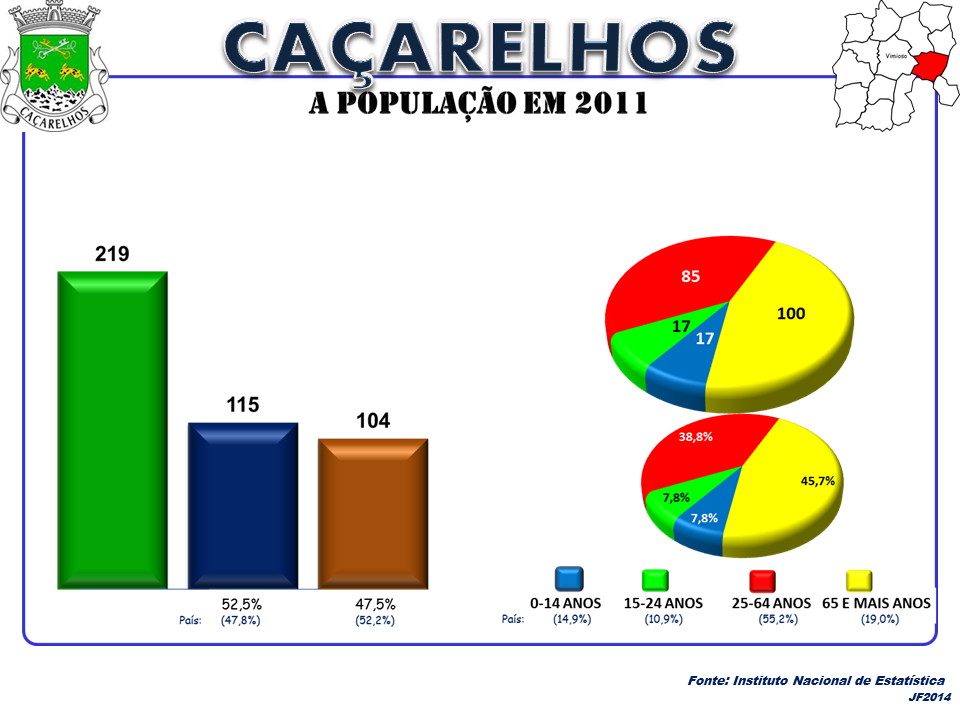
A População em 2011

## Feiras
- Feira: dia 19 de cada mês
- Feira do Pão: todos os anos, no Domingo de Ramos

## Festas e romarias
- Festa de São Sebastião (Janeiro)
- Festa de Nossa Senhora da Assunção (15 de Agosto);
- Festas em honra de Santa Luzia (Setembro);
- Festa de Santa Bárbara (Dezembro)

## Património
- Igreja Paroquial de Caçarelhos, adro e escadaria de acesso
- Cruzeiro em granito lavrado e com valor arquitectónico
- Os Cabanais, construídos em granito
- Capela de Santo Cristo ou Capela de São Bartolomeu
- Capela de Santa Luzia, a cerca de 2Km da freguesia
- Capela de S.José ou da Sagrada Família